# Oscar Wallace Greenberg
Oscar Wallace Greenberg (* 18. Februar 1932 in New York City) ist ein US-amerikanischer Physiker, bekannt für die Einführung der Farbladung. Er befasst sich mit Elementarteilchenphysik und Quantenfeldtheorie.
Greenberg studierte an der Rutgers University mit dem Bachelor-Abschluss 1952 sowie an der Princeton University mit dem Master-Abschluss 1954 und der Promotion 1957. 1956/57 war er Instructor an der Brandeis University, von 1957 bis 1959 als Leutnant beim Air Force Cambridge Research Center und von 1959 bis 1961 als Post-Doktorand am Massachusetts Institute of Technology. 1961 wurde er Assistant Professor, 1963 Associate Professor und 1967 Professor an der University of Maryland.
Er war 1964/65 am Institute for Advanced Study und Gastprofessor an der Rockefeller University (1965/66), am Weizmann-Institut (1968/69), an der Johns Hopkins University (1977/78) und Gastwissenschaftler am Goddard Space Flight Center der NASA (1977/78), am Fermilab (1984/85) und Enrico Fermi Institut der University of Chicago und am Dublin Institute for Advanced Studies (2006/7).
Greenberg führte die Farbladung 1964 ein, bald nach der Postulierung der Quarks, um zu erklären, warum sie in einigen Hadronen existieren können (bei ansonsten gleichen Quantenzuständen), ohne als Fermionen das Pauli-Prinzip zu verletzen.
Er ist Fellow der American Physical Society. 1964 bis 1966 war er Sloan Research Fellow und 1968/69 Guggenheim Fellow. 1971 erhielt er den Physik-Preis der Washington Academy of Sciences.
Er ist seit 1999 mit Pearl Katz verheiratet und hat drei Söhne.

## Schriften
- Spin and  Unitary-Spin Independence in a Paraquark Model of Baryons and Mesons, Phys. Rev. Lett., Band 13, 1964, S. 598–602.
- CPT Violation Implies Violation Of Lorentz Invariance, Phys. Rev. Lett., Band 89, 2002, S. 231602–1.